# EA Sports FC 26
EA Sports FC 26 couramment appelé FC 26  est un jeu vidéo de simulation de football développé par EA Vancouver et EA Romania et publié par Electronic Arts. Sa sortie mondiale est prévue le 26 septembre 2025 pour Microsoft Windows, PlayStation 4, PlayStation 5, Xbox One, Xbox Series X/S, Nintendo Switch, Nintendo Switch 2 et Amazon Luna. Il s'agit du troisième volet de la série EA Sports FC après EA FC 24 et EA FC 25.
EA Sports FC 26 devrait introduire des innovations de gameplay importantes, notamment une refonte complète des mécanismes de dribble, une intelligence artificielle améliorée pour le positionnement des joueurs et des animations de gardien de but plus réalistes. Le jeu propose également deux préréglages de gameplay distincts : Compétitif, adapté à Ultimate Team et Clubs avec une action plus rapide et une IA plus intelligente ; et Authentique, conçu pour le mode Carrière avec des comportements et des tactiques de football réalistes basés sur des données du monde réel.
Le jeu comprendra plus de 20 000 joueurs sous licence, plus de 750 clubs et équipes nationales et plus de 35 ligues, y compris les droits exclusifs sur les compétitions de l'UEFA, la CONMEBOL Libertadores, la CONMEBOL Sudamericana, la Premier League , la Bundesliga, la Liga, la Liga F et la Barclays Women's Super League. De nouvelles fonctionnalités telles qu'un système d'archétypes amélioré, des événements en direct dynamiques et des modes étendus pour Ultimate Team, Career et Clubs seront également introduits.
Le footballeur suédois Zlatan Ibrahimović apparaît comme l'athlète de couverture de l'édition Ultimate, tandis que Jude Bellingham et Jamal Musiala figurent sur les couvertures alternatives des éditions standard.